# كتاب الملوك (إسبانيا)

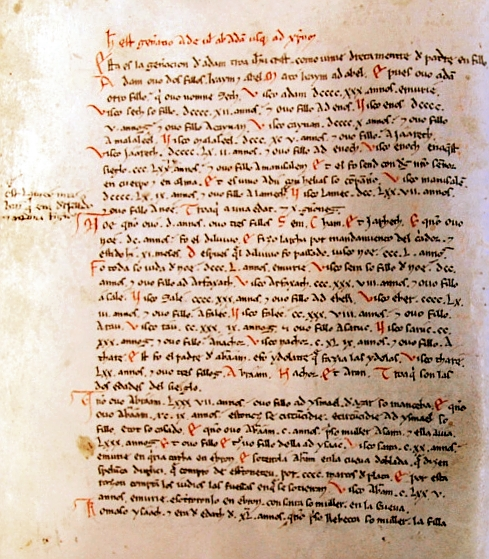
بداية نص كتاب الملوك.

كتاب الملوك (باللاتينية: Liber regum) أو كتاب أجيال وأنساب الملوك المكتوب بين سنتي 1194-1209م باللغة الأراغونية هو تأريخ لمؤلف مجهول من القرون الوسطى يعتبر أقدم تاريخ عام إسباني مكتوب بلغة رومنسية.
ركّز نص هذا التأريخ على شبه الجزيرة الإيبيرية منذ قصة الخلق حتى الممالك الإسبانية في نهاية القرن الثاني عشر الميلادي. واشتمل أيضًا على قصص العهد القديم المتعلقة بملوك الفُرس، وأخبار الأباطرة الرومان والملوك القوطيين وملوك فرنسا حتى فيليب الثاني ملك فرنسا. اعتمد الكتاب على كتاب «نسب ملوك إسبانيا»، ولكنه أعطى اهتمامًا خاصًا ملوك أراغون، وأضاف إليهم ملوك فرنسا، ربما للزواج المتبادل بزواج إليانور الأراغونية شقيقة بيدرو الثاني ملك أراغون من ريموند السادس كونت تولوز، وزواج ماري المونبلييه من بيدرو الثاني سنة 1204م. أُضيف إلى النص الأصلي لكتاب الملوك نص كتاب نسب ملوك إسبانيا الذي احتوى على نص رومنسي قصير يُعرف بنسب رودريغو دياث المكتوب ق. 1195م به سلسلة نسب وسيرة ذاتية مختصرة للسيّد الكمبيادور.